# Barreira
Barreira là một đô thị thuộc bang Ceará, Brasil. Đô thị này có diện tích 245,946 km², dân số năm 2007 là 18676 người, mật độ 75,94 người/km².